# السفر إلى الفضاء في الخيال العلمي

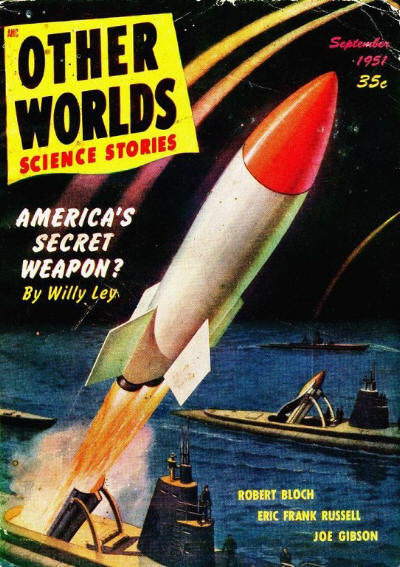
صاروخ على غلاف مجلة الخيال العلمي عوالم أخرى، سبتمبر 1951

السفر عبر الفضاء، أو رحلة فضائية (بالإنجليزية: Space travel in science fiction)‏، وفي كثير من الأحيان، تسمى السفر إلى النجوم أو رحلة النجوم، هو موضوع خيال علمي كلاسيكي استحوذ على اهتمام الجمهور ويكاد يكون نموذجًا أصليًا للخيال العلمي. وعادة ما يجري السفر في الفضاء بين الكواكب أو بين النجوم، في سفن الفضاء، وتتراوح عمليات دفع المركبات الفضائية في مختلف الأعمال من المعقول علميًا إلى الخيال تمامًا.
بينما يركز بعض الكتاب على الجوانب الواقعية والعلمية والتعليمية للسفر إلى الفضاء، قد يُنظر كتاب آخرين إلى هذا المفهوم على أنه استعارة للحرية، بما في ذلك "تحرير البشرية من سجن المجموعة الشمسية". وعلى الرغم من وصف صاروخ الخيال العلمي بأيقونة القرن العشرين وفقًا لموسوعة الخيال العلمي، "لطالما كانت الوسائل التي تحققت من خلالها رحلات الفضاء في سادس - سفن الفضاء العديدة والمتنوعة - ذات أهمية ثانوية دائمًا للتأثير الأسطوري للموضوع"، عملت الأعمال المتعلقة بالسفر إلى الفضاء على تعميم مفاهيم مثل تمدد الزمن والمحطات الفضائية واستعمار الفضاء.
على الرغم من ارتباط السفر إلى الفضاء عمومًا بالخيال العلمي، إلا أنه ظهر أيضًا في بعض الأحيان في الخيال، ويتضمن أحيانًا كيانات سحرية أو خارقة للطبيعة مثل الملائكة.

## التاريخ

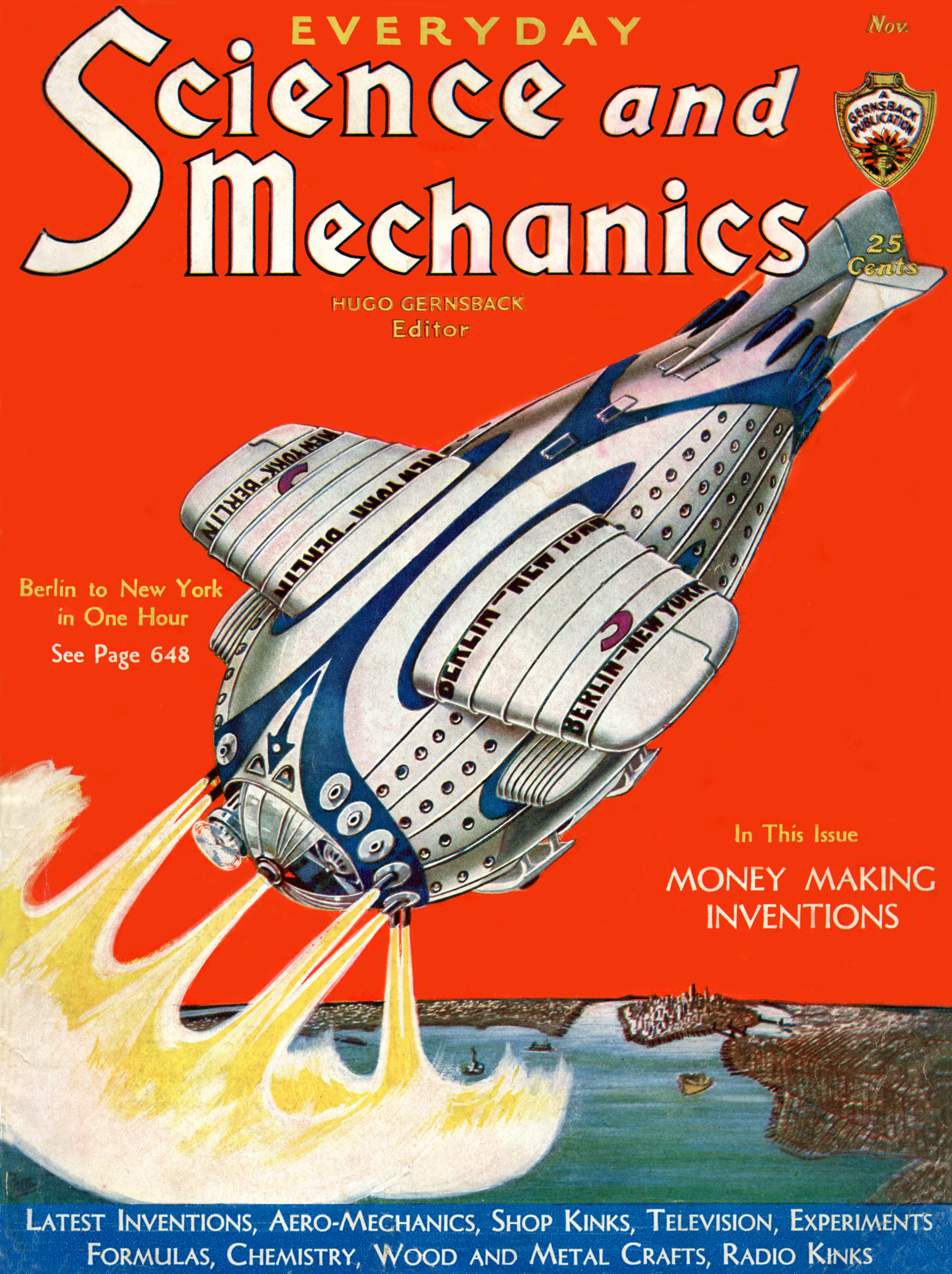
العلوم والميكانيكا، نوفمبر 1931، تُظهر مركبة فضائية شبه مدارية مقترحة من شأنها أن تصل إلى ارتفاع 700 ميل في رحلة مدتها ساعة واحدة من برلين إلى نيويورك

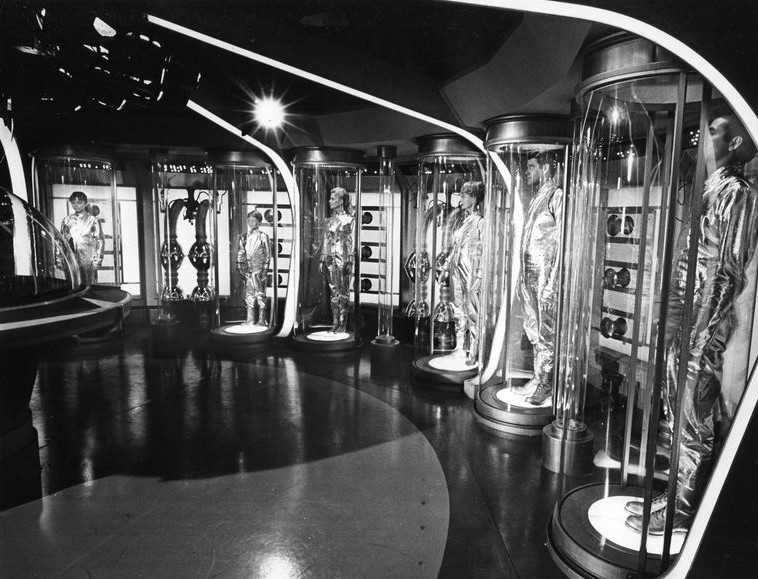
شواهد من العرض الأول لفيلم مفقود في الفضاء (1965)، والذي يصور مسافري الفضاء في الرسوم المتحركة المعلقة

المجاز الكلاسيكي المحدد لنوع الخيال العلمي هو أن الحدث يحدث في الفضاء، إما على متن مركبة فضائية أو على كوكب آخر. تشمل الأعمال المبكرة للخيال العلمي، المسماة "بروتو إس إف" - مثل روايات كتّاب القرن السابع عشر فرانسيس جودوين وسييرانو دي بيرجيراك وعالم الفلك يوهانس كيبلر - "روايات القمر"، التي تدور أحداث معظمها في القمر. ناقد الخيال العلمي جورج سلوسر أشار أيضًا إلى كريستوفر مارلو دكتور فاوست (1604) - حيث الشخصية الرئيسية قادرة على رؤية الأرض بأكملها من أعلى - ولاحظ روابط الفضاء سافروا إلى أحلام سابقة في الطيران والسفر الجوي،في وقت يعود إلى كتابات أفلاطون وسقراط. :742في مثل هذا المنظر العظيم،يمكن اعتبار السفر إلى الفضاء والاختراعات مثل الأشكال المختلفة لـ "محرك النجوم" بمثابة استعارات للحرية، بما في ذلك" تحرير البشرية من سجن النظام الشمسي ".
في القرون التالية، بينما تناول الخيال العلمي العديد من جوانب العلوم المستقبلية بالإضافة إلى السفر إلى الفضاء، أثبت السفر إلى الفضاء أنه أكثر تأثيرًا مع كتاب وقراء هذا النوع، مما أثار شعورهم بالدهشة.
كانت معظم الأعمال تهدف بشكل أساسي إلى إمتاع القراء، ولكن عددًا صغيرًا، غالبًا بواسطة مؤلفين ذوي خلفية علمية، سعى إلى تثقيف القراء حول الجوانب ذات الصلة بالعلوم، بما في ذلك علم الفلك.كان هذا هو دافع المحرر الأمريكي المؤثر هوغو جيرنزباك، الذي أطلق عليه اسم "العلم المغلف بالسكر" و"العلم".
ناقشت مجلات الخيال العلمي، بما في ذلك قصص العجائب العلمية لجيرنسباك، مع أعمال الخيال المحددة، جدوى السفر إلى الفضاء. نشر العديد من كتاب الخيال العلمي أيضًا أعمالًا واقعية عن السفر إلى الفضاء، مثل مقالات ويلي لي وكتاب ديفيد لاسر غزو الفضاء (1931).

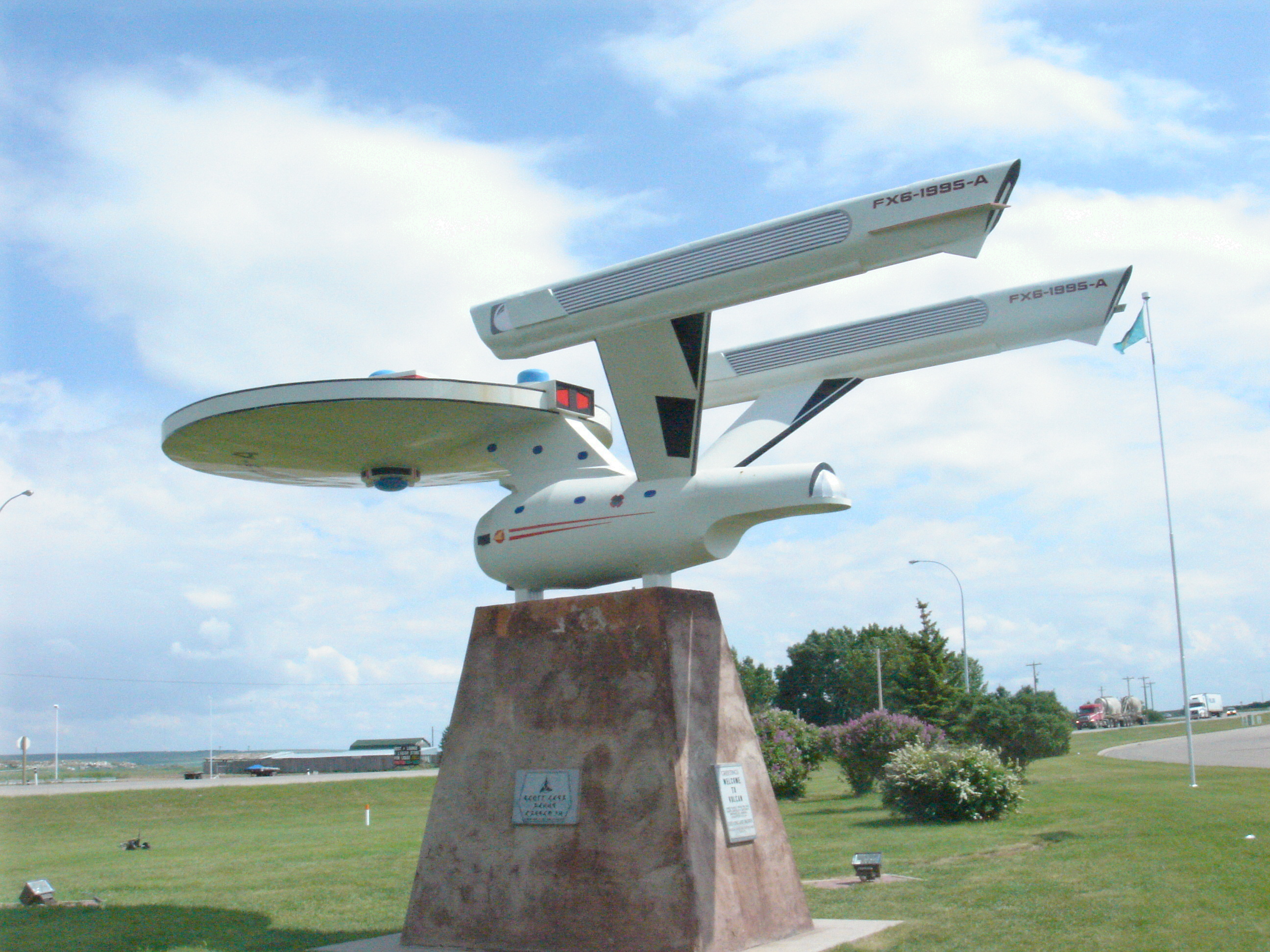
نسخة طبق الأصل من ستار تريك المركبة معروضة على جانب الطريق

منذ أواخر القرن التاسع عشر وأوائل القرن العشرين، كان هناك تمييز واضح بين الخيال العلمي الأكثر "واقعية" (والذي تطور لاحقًا إلى خيال علمي صعب) )، والذي غالبًا ما كان مؤلفوه علماء مثل كونستانتين تسيولكوفسكي وماكس فاليير، ركز على المفهوم الأكثر منطقية للسفر بين الكواكب (إلى القمر أو المريخ) ؛ والقصص الأكثر عظمة والأقل واقعية عن "الهروب من الأرض إلى عالم مليء بالعوالم"، والتي أدت إلى ظهور نوع أوبرا الفضاء، التي ابتكرها إدوارد سميث وشاعها المسلسل التلفزيوني ستار تريك، التي ظهرت لأول مرة في عام 1966.
يستمر هذا الاتجاه حتى الوقت الحاضر، مع بعض الأعمال التي تركز على "أسطورة رحلة الفضاء" وأخرى على "الفحص الواقعي للرحلة الفضائية"؛ يمكن وصف الاختلاف على أنه بين اهتمام المؤلفين بـ "الآفاق التخيلية بدلاً من الأجهزة".
غالبًا ما توصف نجاحات برامج الفضاء في القرن العشرين، مثل هبوط أبولو 11 على سطح القمر، بأنها "خيال علمي أصبح حقيقة" وعملت على زيادة "إزالة الغموض" عن مفهوم السفر إلى الفضاء داخل النظام الشمسي. ومن ذلك الوقت، كان الكتاب الذين أرادوا التركيز على "أسطورة السفر إلى الفضاء" على الأرجح يفعلون ذلك من خلال مفهوم السفر بين النجوم.
كتب إدوارد جيمس أن العديد من قصص الخيال العلمي "استكشفت فكرة أنه بدون التوسع المستمر للبشرية، والتوسع المستمر للمعرفة العلمية، يأتي الركود والانحدار". في حين أن موضوع السفر إلى الفضاء كان يُنظر إليه عمومًا على أنه متفائل، بعض القصص التي كتبها مؤلفون مراجعون، غالبًا ما تكون أكثر تشاؤمًا وخيبة أمل، تجمع بين النوعين، متناقضة بين الأسطورة الرومانسية للسفر في الفضاء وواقع أكثر واقعية. يقترح جورج سلوسر أن "سفر الخيال العلمي منذ الحرب العالمية الثانية قد عكس برنامج الولايات المتحدة للفضاء : توقع في الخمسينيات وأوائل الستينيات، والنشوة حتى السبعينيات، وتحولت إلى شك وانسحاب تدريجي منذ الثمانينيات ".
وعلى شاشة السينما، الفيلم الفرنسي عام 1902 رحلة إلى القمر لجورج ميلييه، الذي وصف بأنه أول فيلم خيال علمي، ربط المؤثرات الخاصة بتصوير رحلات الفضاء. مع أفلام أخرى مبكرة، مثل
المرأة على القمر (1929) وأشياء قادمة (1936)، ساهم في التعرف المبكر على الصاروخ باعتباره الوسيلة الأساسية والرموز للسفر إلى الفضاء، قبل عقود من بدء البرامج الفضائية.
تشمل المعالم اللاحقة في السينما والتلفزيون سلسلة وأفلام ستار تريك، وفيلم 2001: ملحمة الفضاء للمخرج ستانلي كوبريك (1968) الذي طور مفهوم السفر إلى الفضاء بصريًا، مما سمح له بالتطور من صاروخ بسيط إلى أكثر تعقيدًا. سفينة فضائية.
عرض فيلم ستانلي كوبريك الملحمي لعام 1968 سلسلة طويلة من السفر بين النجوم عبر "بوابة نجم" غامضة. هذا التسلسل، الذي لوحظ بتأثيراته الخاصة المخدرة التي تصورها دوجلاس ترمبل، أثر على عدد من الصور السينمائية اللاحقة للسفر الفائق اللمعان والفائق، مثل ستار تريك: الفيلم السينمائي (1979).

## وسائل للسفر

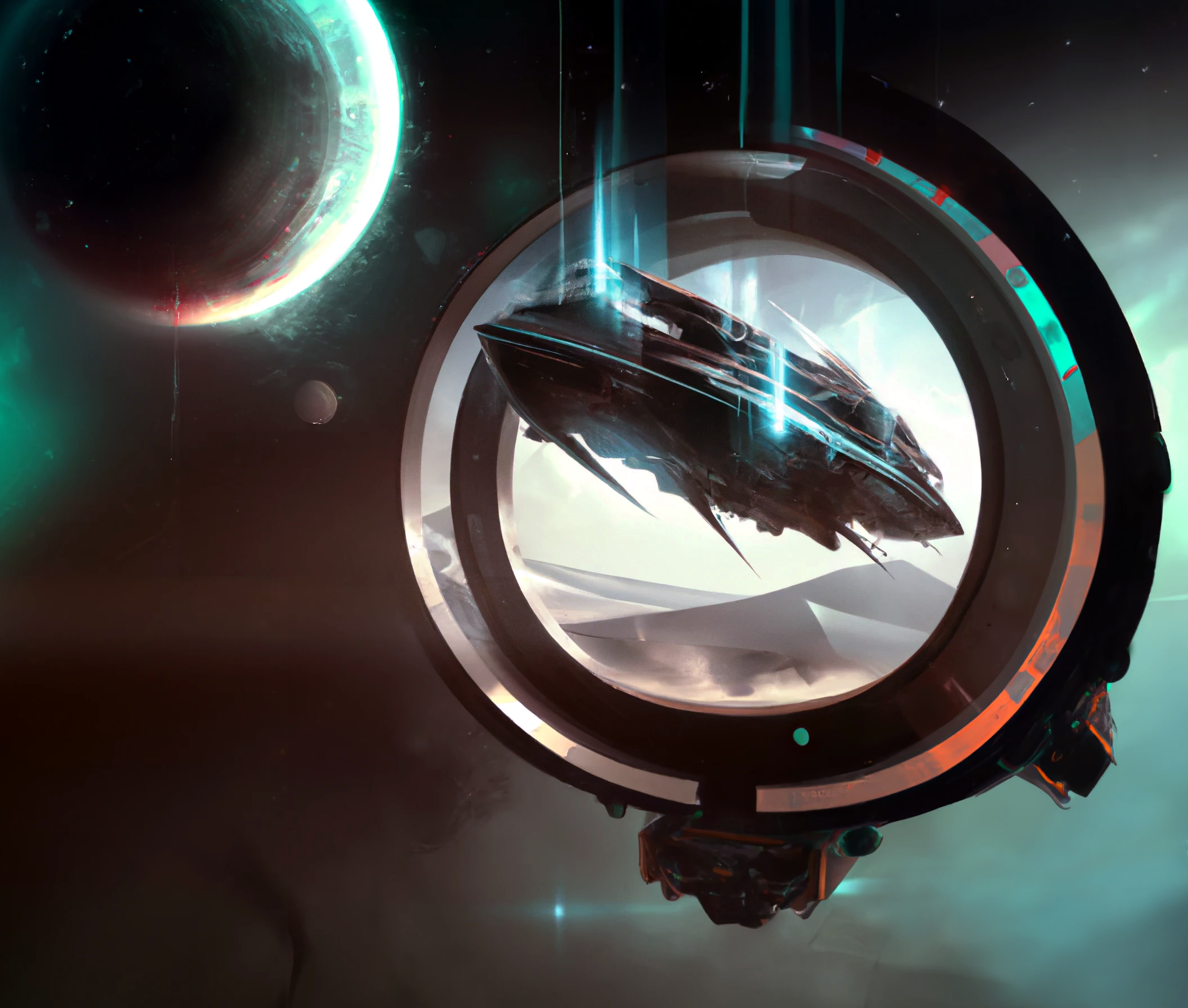
سفينة فضاء تدخل البوابة إلى جزء آخر من الكون

تتضمن المصطلحات العامة للمحركات التي تمكّن دفع المركبات الفضائية من الخيال العلمي "محرك الفضاء" و"محرك النجوم". في عام 1977، أدرجت الموسوعة المرئية للخيال العلمي الوسائل التالية للسفر إلى الفضاء: مضاد للجاذبية، ذري (نووي)، منتفخ، مدفع طلقة واحدة، محرك دين، أسرع من الضوء، مسافة زائدة، محرك بالقصور الذاتي، محرك الدفع الأيوني، صاروخ الفوتون، محرك دفع البلازما.
لم يتطرق العديد من كتاب الخيال العلمي، ولا سيما في وقت مبكر، إلى وسائل السفر بقدر كبير من التفصيل، كما أن العديد من كتابات عصر "بداية الخيال العلمي" كانت محرومة بسبب عيش مؤلفيها في وقت كانت فيه المعرفة بالفضاء محدودة للغاية.
في الواقع، العديد من الأعمال المبكرة لم تأخذ في الاعتبار مفهوم الفراغ وبدلاً من ذلك افترضت أن جوًا من نوع ما، يتكون من الهواء أو" الأثير "، استمر إلى ما لا نهاية. كان الكاتب الفرنسي في القرن التاسع عشر Jules Verne، الذي كان له تأثير كبير في نشر علم الخيال العلمي، مؤثرًا بشكل كبير في روايته من الأرض إلى القمر(حول القمر)، رياضيًا، والذي وصفت عربته - كبسولة فضائية تطلق من بندقية - بأنها أول مركبة من هذا النوع يجري "تصورها علميًا" في الخيال. ظهرت مركبة بيرسي جريج عبر زودياك (1880) بمركبة فضاء مع حديقة صغيرة، وهي مقدمة مبكرة للزراعة المائية. كاتب آخر حاول دمج الأفكار العلمية الملموسة مع الخيال العلمي كان الكاتب والعالم الروسي في مطلع القرن، كونستانتين تسيولكوفسكي، الذي شاع مفهوم علم الصواريخ. يذكر جورج مان روبرت أنسون هاينلاين
سفينة صواريخ جاليلو (1947) وآرثر سي كلاركوالجوانب الهندسية للسفر إلى الفضاء. من الستينيات فصاعدًا، أدى الاهتمام الشعبي المتزايد بالتكنولوجيا الحديثة أيضًا إلى زيادة تصوير سفن الفضاء بين الكواكب بناءً على امتدادات معقولة متقدمة للتكنولوجيا الحديثة الحقيقية. تتميز الحياة خارج الأرض بسفن مزودة بنظام الدفع الأيوني، وهي تقنية متطورة في ذلك الوقت سيجري استخدامها بعد سنوات في المركبات الفضائية ديب سبيس 1 وهايابوسا وسمارت 1.

### السفر بين النجوم

#### أبطأ من الضوء
فيما يتعلق بالسفر بين النجوم، حيث تُعتبر السرعات الأسرع من سرعة الضوء عمومًا غير واقعية، غالبًا ما ركزت الصور الأكثر واقعية للسفر بين النجوم على فكرة" سفن التوليد" التي تسافر بسرعة أقل من الضوء لعدة أجيال قبل أن تصل إلى الأماكن. تشمل المفاهيم الأخرى المعقولة علميًا للسفر بين النجوم الرسوم المتحركة المعلقة، وفي كثير من الأحيان، محرك الأيونات، الشراع الشمسي، سمارت 1، وتمدد الوقت.

#### أسرع من الضوء
تناقش بعض الأعمال نظرية النسبية العامة لأينشتاين والتحديات التي تواجهها من ميكانيكا الكم، وتشمل مفاهيم السفر في الفضاء من خلال الثقوب الدودية أو الثقوب السوداء. ومع ذلك، يتجاهل العديد من الكتاب مثل هذه المشكلات، ويقدمون مفاهيم خيالية تمامًا مثل الفضاء الزائد (أيضًا، الفضاء الجزئي، المسافة الزائدة، مسافة القفز، أو المنحدر) السفر باستخدام اختراعات مثل المحرك الفائق، أو محرك القفز، أو محرك الالتواء، أو طي الفضاء.
إن اختراع الأجهزة المصممة بالكامل التي تتيح السفر إلى الفضاء له تقليد طويل - بالفعل في أوائل القرن العشرين، انتقد فيرن عمل هربرت جورج ويلز أوائل الرجال على القمر (1901) لتخليه عن العلوم الواقعية (اعتمدت سفينة الفضاء الخاصة به على مادة مضادة للجاذبية تسمى "cavorite").
من محركات الأقراص الخيالية، بحلول منتصف السبعينيات من القرن الماضي، تم وصف مفهوم السفر عبر الفضاء بأنه قد حقق أكثر شعبية، ثم تم نشره لاحقًا - باسم المحرك الفائق- من خلال استخدامه في امتياز حرب النجوم. في حين أن محركات الأقراص الوهمية "حلت" المشكلات المتعلقة بالفيزياء (صعوبة السفر بسرعة تفوق سرعة الضوء)، يقدم بعض الكتاب تجاعيد جديدة - على سبيل المثال، تتضمن المجاز الشائع صعوبة استخدام مثل هذه المحركات على مقربة من الآخرين الأجسام، في بعض الحالات يسمح باستخدامها فقط من ضواحي الأنظمة الشمسية.
في حين أن وسيلة السفر إلى الفضاء عادة ما تكون مجرد وسيلة لتحقيق غاية، إلا أنها في بعض الأعمال، وخاصة القصص القصيرة، هي أداة مركزية. تركز هذه الأعمال على موضوعات مثل أسرار الفضاء الزائد، أو عواقب الضياع بعد حدوث خطأ أو عطل.

## أنظر أيضا
- الصحن الطائر
- رحلات الفضاء البشرية
- علوم حرب الفضاء الخيالية
- مصعد الفضاء
- لعبة محاكاة رحلة الفضاء
- وسيلة طيران غير معرفة